# Pratt & Whitney J57
Das J57 ist ein Turbojettriebwerk, das der US-amerikanische Hersteller Pratt & Whitney Ende der 1940er Jahre für die US-Luftwaffe entwickelte und unter der Bezeichnung JT3 bis 1965 in großen Stückzahlen auch für den zivilen Markt baute.

## Entwicklungsgeschichte
Schon während des Zweiten Weltkrieges hatte Pratt & Whitney Strahltriebwerke hergestellt, allerdings nur Fremdentwicklungen wie das Rolls-Royce Nene unter Lizenz für die Rüstungsproduktion. Ab 1946 investierte die Firma verstärkt in die Entwicklung eines eigenen Strahltriebwerks der zweiten Generation. Ziel war es, die Schubkraft gegenüber den aktuellen Modellen (General Electric J33, Westinghouse J34) auf 10.000 Pfund (44,5 kN) zu verdoppeln.
Im März 1947 begann Pratt & Whitney mit der Entwicklung seines JT3. Von ihrem Entwurf der Propellerturbine PT4 (militärische Bezeichnung: T45) übernahmen die Ingenieure das Prinzip der zwei koaxialen Wellen. Diese Konstruktion, mit Niederdruck-Verdichter und -Turbine auf der einen und Hochdruck-Verdichter und -Turbine auf der zweiten Welle, bildete die Grundlage für den Erfolg des Modells. Es bot höhere Leistung bei vermindertem Verbrauch und ermöglichte Jahre später sogar die Weiterentwicklung zum Turbofantriebwerk (JT3D/TF33).
Am 21. Oktober 1948 schlug die US-Luftwaffe das JT3 für die Motorisierung des geplanten neuen B-52-Bombers vor, bis dahin war dafür das T45-Turboprop vorgesehen. Als Konkurrenzmodell kam auch das Westinghouse J40 in Frage. Pratt & Whitney gab im Januar 1949 die Entwicklung des T45 zugunsten des JT3 auf, das zu dieser Zeit die militärische Bezeichnung J57 erhielt. Im Juni 1949 orderte die Air Force zwei Prototypen XJ57-P-1 (JT3-10A, auch: JT3A) und führte vom 1. bis 2. August 1949 eine Mockup-Inspektion am Firmensitz Hartford, Connecticut, durch. Daraufhin stellte Pratt & Whitney am 15. August 1949 eine überarbeitete Version vor (XJ57-P-3/JT3-10B). Die Beschaffungsabteilung der US-Luftwaffe berichtete am 6. Dezember 1949 von einem Vertrag über die Lieferung von 18 Testexemplaren des YJ57-P-3 ab Mai 1951. Am 13. Dezember 1949 setzte sich das J57 endgültig gegen das J40 als Antrieb für die B-52 durch.
Im Laufe des Jahres 1950 fanden erste Triebwerkstestläufe statt, und am 8. März 1951 folgte der Erstflug eines J57 unter dem Flügel eines B-50-Bombers. Die US-Luftwaffe bekräftigte im November 1951, dass die Belieferung des B-52-Programms Vorrang hat vor der Convair YB-60, einer für Strahlantrieb umgerüsteten B-36, die ebenfalls auf die neuen leistungsstarken Triebwerke angewiesen war. Schließlich fand am 15. April 1952 der Erstflug der B-52 mit acht YJ57-P-3 statt.

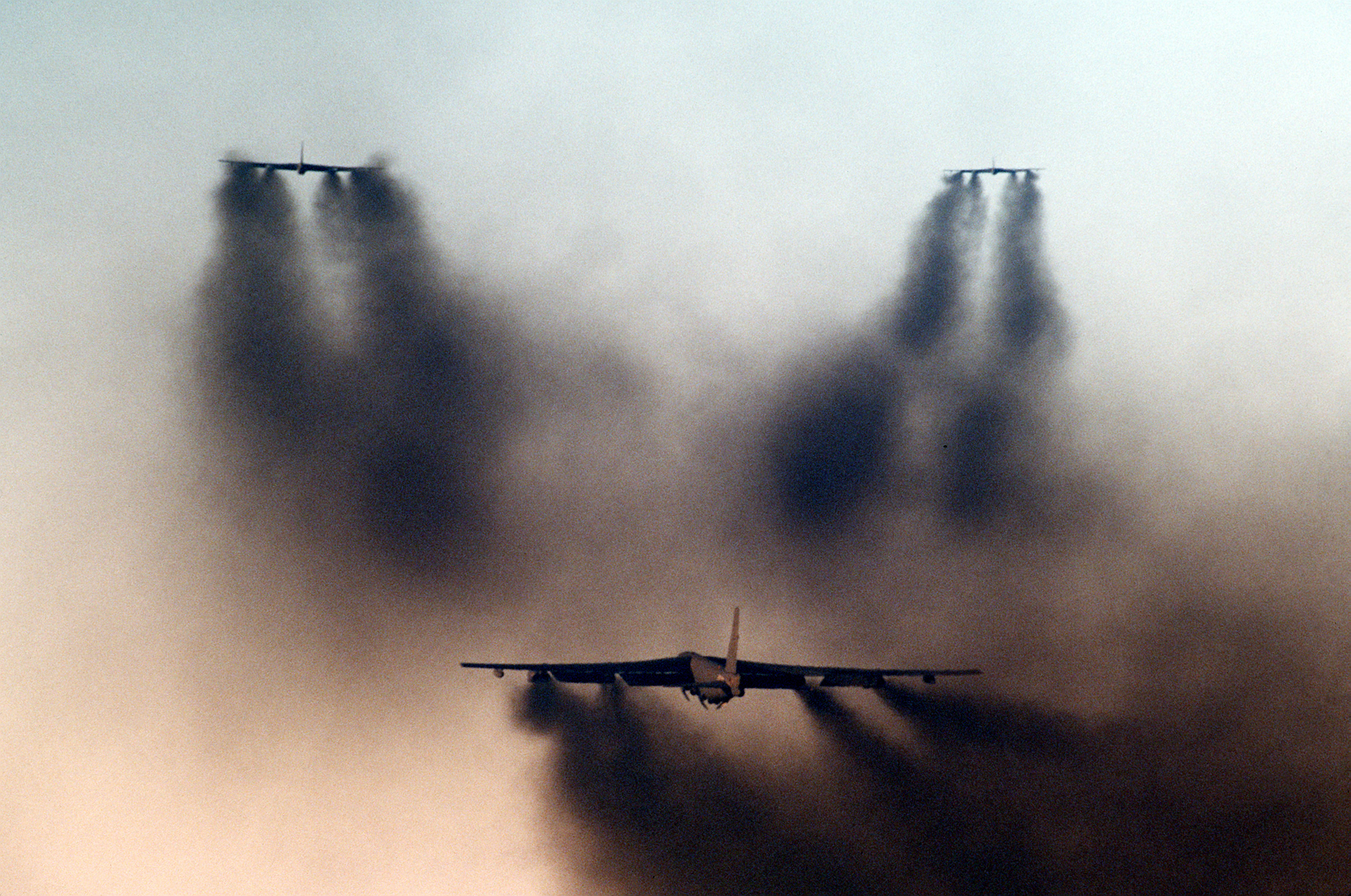
Start von drei B-52G unter Nutzung der Wassereinspritzung des J57.

Durch Wassereinspritzung konnte bei den dafür vorgesehenen Versionen (erkennbar am W in der Typenbezeichnung) eine kurzzeitige Leistungssteigerung von rund 15 Prozent erreicht werden, etwa für den Start. Negative Begleiterscheinungen waren größerer Lärm und dichte, schwarze Abgasfahnen.
Für die Verwendung in Kampfflugzeugen rüstete Pratt & Whitneys das J57 mit Nachbrenner aus, was den Maximalschub auf 87,2 kN erhöhte.
Das J57 ist eines der ersten Produkte der industriellen Serienfertigung, bei denen Titan als Werkstoff zum Einsatz kam. Die erste derartige Version war 1955 das J57-P-9W, das dadurch um rund 115 Kilogramm (sechs Prozent) leichter wurde. Durch mangelhafte Material- und Verarbeitungsqualität kam es aber zu Ausfällen, erst das Nachfolgemodell -19W funktionierte Mitte 1956 zufriedenstellend. Bis Ende der 1950er Jahre stieg der Titananteil auf 266 Kilogramm (rund 15 Prozent des Gewichts) beim J57-P-43W, verteilt vor allem auf den Lufteinlass, Verdichtergehäuse, und -schaufeln.
1958 begann Pratt & Whitney mit der Weiterentwicklung des JT3C/J57 zum Turbofantriebwerk mit der Bezeichnung JT3D (TF33 bei den US-Streitkräften).
Pratt & Whitneys Chefentwickler Leonard S. Hobbs erhielt für die Entwicklung des JT3/J57 im Jahr 1952 die Collier Trophy, eine jährlich in den USA vergebene Auszeichnung für Fortschritte in der Luftfahrttechnik.
Insgesamt 21.170 Turbojettriebwerke des Typs JT3/J57 baute Pratt & Whitney von 1951 bis 1965.

## Verwendung
Das J57 diente neben der Boeing B-52 und der Convair YB-60 weiteren Flugzeugen der US-Luftwaffe und -Marine als Antrieb: Den verschiedenen Versionen der Boeing C-135-Familie (u. a. Boeing KC-135, Boeing RC-135), North American F-100, McDonnell F-101, Convair F-102, Martin B-57, Lockheed U-2, Bell X-16, Douglas A-3D, Douglas F4D, Douglas F5D, Vought F8U und dem Marschflugkörper SM-62 Snark.
Im zivilen Bereich kam dieser Triebwerkstyp unter der Herstellerbezeichnung JT3C ab 1954 zunächst bei der Boeing 367-80 zum Einsatz, später dann in den frühen Versionen der Boeing 707, Boeing 720 und Douglas DC-8.

## Technische Daten
| Kenngröße                                           | YJ57-P-3 (erstes Vorserienmodell, 1950) | J57-P-59WB (Wassereinspritzung, 1959) |
| --------------------------------------------------- | --------------------------------------- | ------------------------------------- |
| Länge                                               | 4,65 m                                  | 4,30 m                                |
| Durchmesser                                         | 1,04 m                                  | 1,0 m                                 |
| Trockengewicht                                      | 1990 kg                                 | 1755 kg                               |
| Schub (maximal)                                     | 38,7 kN                                 | 61,2 kN                               |
| Kompression des Verdichters                         | 11,6:1                                  | 12,5:1                                |
| Spezifischer Kraftstoffverbrauch (bei Maximalschub) | 85,6 kg/kN × h (0,84 lb/lbf × h)        | 96,8 kg/kN × h (0,95 lb/lbf × h)      |